# Catagelasticismo
O catagelasticismo é uma condição psicológica na qual uma pessoa gosta de rir demais dos outros (cunhada por Christian F. Hempelmann e Sean Harrigan de καταγελαστής (katagelastēs), grego antigo para "zombador"). Os catagelasticistas procuram e estabelecem ativamente situações nas quais podem rir de outras pessoas (às custas dessas pessoas). Há uma ampla variedade de coisas que catagelasticistas fariam a partir inofensivas brincadeiras ou jogos de palavras para realmente embaraçosas e até mesmo prejudiciais, piadas mesquinhas. Eles considerariam que rir de outras pessoas faz parte da vida cotidiana e, se outras pessoas não gostam de ser ridicularizadas, devem apenas revidar. Para os catagelasticistas, é divertido rir dos outros e quase não há nada que os impeça de fazê-lo. Para eles, algumas pessoas podem até provocar risadas (e certamente merecem ser ridicularizadas). Essa condição geralmente dificulta o ganho e a manutenção de conhecidos e parceiros românticos.

## Pesquisa
O primeiro trabalho acadêmico a investigar esse fenômeno foi publicado em 2009. Juntamente com a gelotofobia e a gelotofilia, ele pode ser medido através de um questionário composto por 45 perguntas (o PhoPhiKat-45; o PhoPhiKat-30; o PhoPhiKat-30 é uma forma abreviada). que consiste em 30 itens). Este é um instrumento confiável e válido que tem sido usado em uma variedade de estudos. O questionário também está online para uma auto-avaliação gratuita em alemão aqui.
Gelotofobia, gelotofilia e catagelasticismo descrevem três posições diferentes para rir e rir. Estudos empíricos com o PhoPhiKat-45 mostram que, é claro, as pessoas não podem ao mesmo tempo temer e gostar de ser ridicularizadas (ou seja, são gelotófobos e gelotófilos ao mesmo tempo). No entanto, há pelo menos um subgrupo de gelotófobos que gosta de rir de outras pessoas, apesar de saber o quanto isso pode ser prejudicial.  Finalmente, a gelotofilia e o catagelasticismo estão relacionados positivamente; ou seja, aqueles que gostam de rir também podem rir de outras pessoas.